# Mâcon
Mâcon és una ciutat de França, capital del departament de Saona i Loira, a la regió de Borgonya - Franc Comtat. És cap de districte i de cantó. El seu terme té 27 kilòmetres quadrats i la població és de més de 35.000 habitants. Entre les empreses amb seu a Mâcon hi ha Sescoi, multi-nacional del sector informàtic. La vila s'estén per la vora occidental del riu Saona, entre la regió de la Bresse, a l'est, i els monts del Beaujolais a l'oest. Com a monuments cal destacar-ne la Catedral de Sant Vicenç, el Museu de Belles Arts (abans convent de les Ursulines) i l'hôtel de Senecé (Museu Lamartine). El seu nom s'origina en la ciutat romana de Matisco, que va perdre la part central i va derivar a Masco i després Mascon, d'on Mâcon.

## Història
Matisco fou una ciutat de la Gàl·lia Cèltica al territori dels hedus. Durant la guerra de les Gàl·lies, després de la conquesta d'Alèsia el 52 aC Juli Cèsar va deixar al seu llegat Quint Tul·li Ciceró a Matisco i Cabillo amb la Legió VI Ferrata, durant l'hivern, per buscar gra per l'exèrcit.
Es va desenvolupar amb els romans i es va fortificar al segle iv. Cap d'un important comtat a l'època carolíngia, que al final del segle ix i a mitjan segle x fou governat per vescomtes, va ser venut a la corona francesa el 1239. El 1339 fou donat a Joan, comte de Poitiers i duc de Berry, germà de Carles — delfí de França — que va morir el 1416, data en què retornà a la corona. El 1435 va ser incorporat a Borgonya fins al 1477, que va tornar a la corona. Del 1526 al 1529 fou ocupat pels espanyols. Modernament fou ocupada pels nazis el 1940 i alliberada el 1944.

## Referències

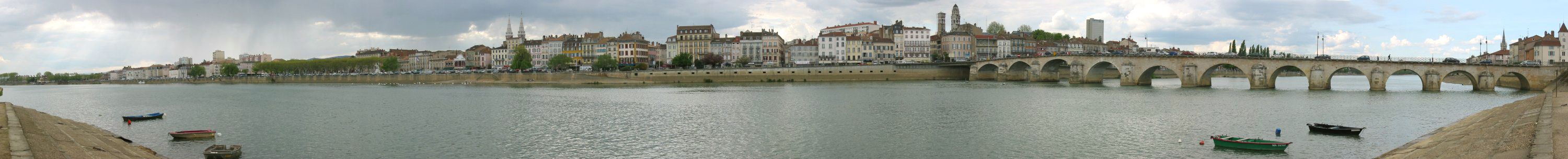
El port de Mâcon

## Personatges notables
- Antoine Griezmann
- Claude Louis Mathieu